# 자분 대수층

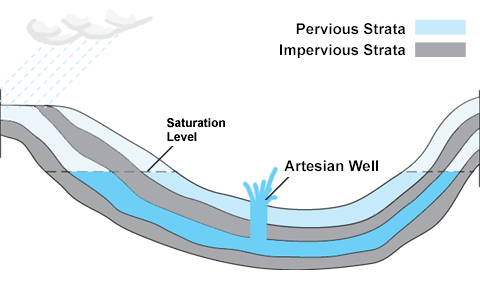

자분 대수층(自噴帶水層, artesian aquifer)은 양의 압력으로 지하수를 포함하는 피압대수층이다.
이러한 대수층으로 구멍을 뚫은 우물은 자분정(自噴井, artesian well, 굴발 우물, 굴착심 우물)으로 부른다. 물이 대수층의 자연 압력으로 지표에 도달하면 이 우물은 흐르는 자분정(flowing artesian well)으로 불린다. 자분정의 영명은 카르투시오회의 수도사들이 1126년부터 프랑스의 아르투아 지방에서 이와 같은 방식으로 우물을 굴착한 것으로부터 유래하였다.

## 같이 보기
- 유체역학
- 수문지질학
- 카나트
- 우물